# خطوطي سد الجير
خطوطي سد الجير، بلدية تابعة إقليميًا لدائرة شلال بولاية المسيلة الجزائرية. بلغ عدد سكانها 7٬058 نسمة عام 2008.

## الموقع الجغرافي
يحدها شرقا بلدية الشلال وأولاد منصور وغربا بلدية سيدي هجرس وشمالا بلدية تارمونت وونوغة و جنوبا بلدية أولاد سيدي إبراهيم وبنزوه.